# Medizinische Universität Wakayama

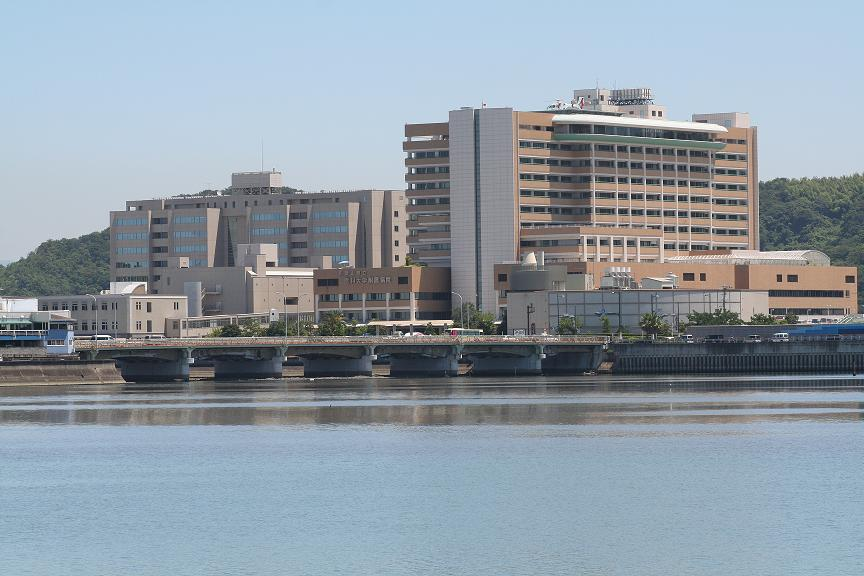
Kimiidera-Campus (2007)

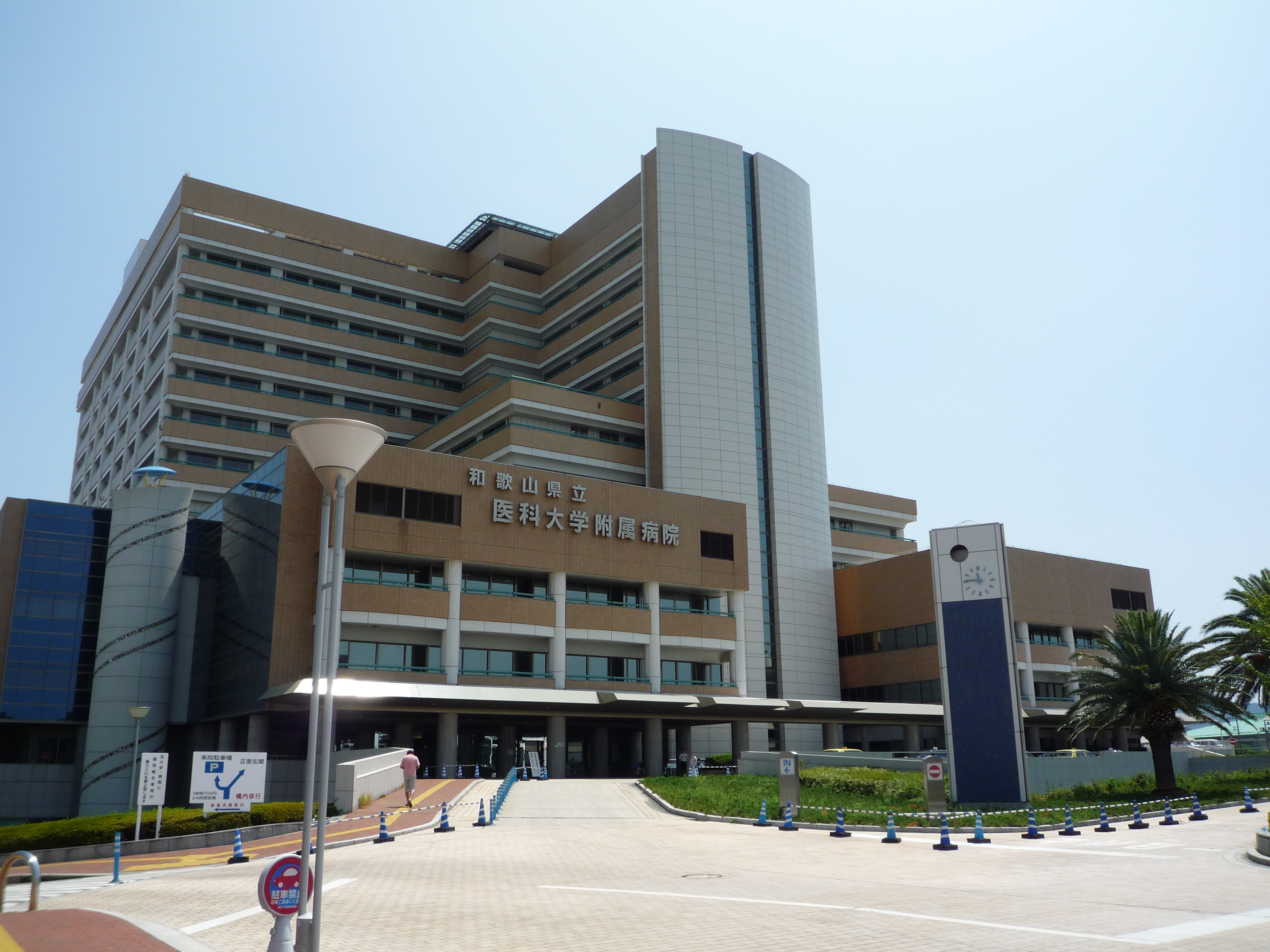
Universitätsklinikum (2008)

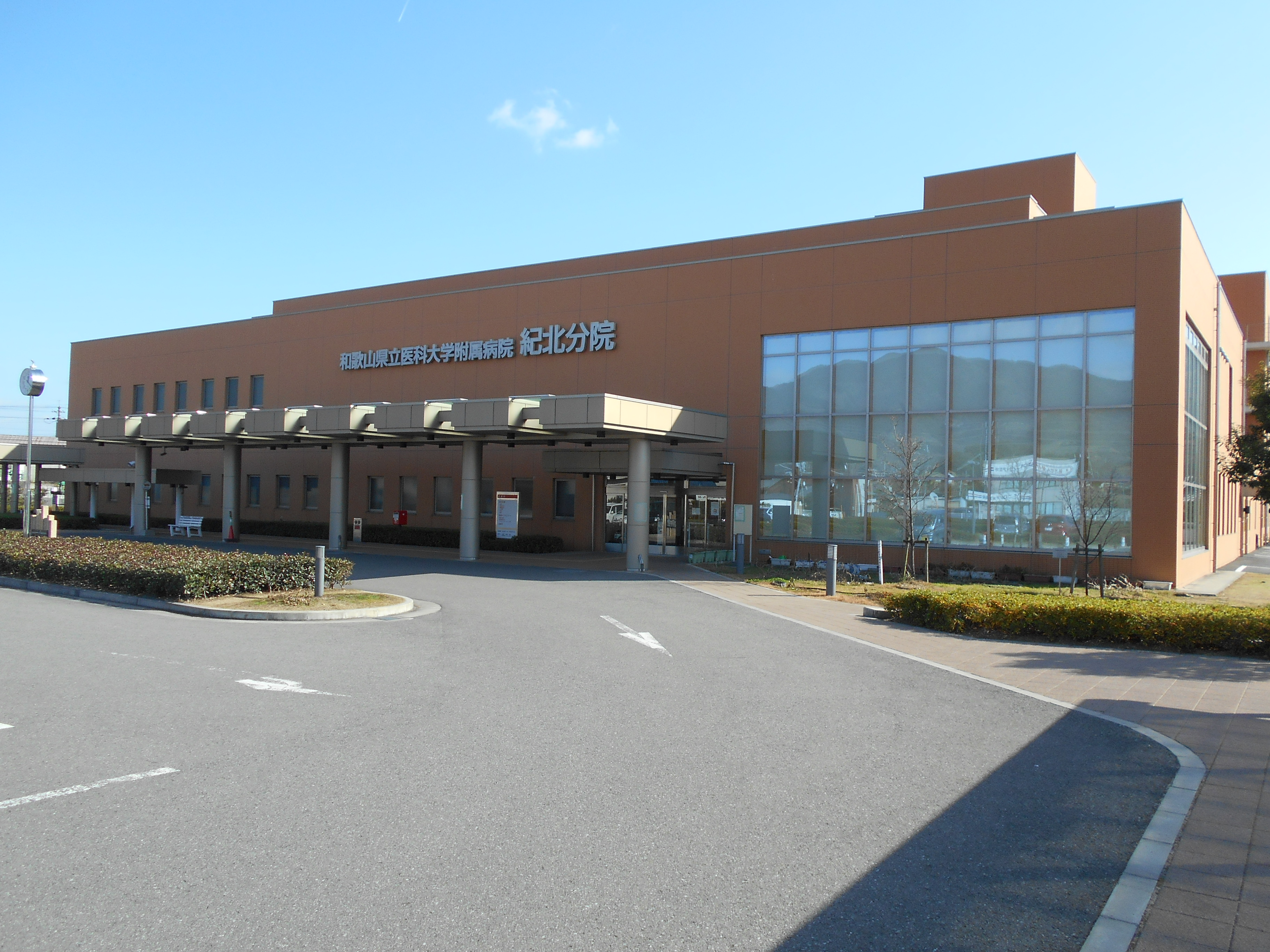
Kihoku-Zweigkrankenhaus (2017)

Die Medizinische Universität Wakayama (japanisch 和歌山県立医科大学 Wakayama-kenritsu ika daigaku, wörtlich „Präfekturale Medizinische Universität Wakayama“; engl. Wakayama Medical University) ist eine öffentliche (präfekturale) Universität in Japan. Der Hauptcampus liegt in Wakayama in der Präfektur Wakayama. Sie hat das Universitätsklinikum in Kimiidera-Campus und das Kihoku-Zweigkrankenhaus in Katsuragi (34° 18′ 6″ N, 135° 31′ 48″ O).

## Geschichte
Die Universität wurde 1945 als Präfekturale Medizinische Fachschule Wakayama (和歌山県立医学専門学校 Wakayama-kenritsu igaku semmon gakkō) gegründet. 1948 wurde sie zur Medizinischen Universität Wakayama umgewandelt. 1998 zog sie in den heutigen Kimiidera-Campus um. 2004 fügte sie die Fakultät für Gesundheits- und Pflegewissenschaft hinzu, 2021 dann die Fakultät für Pharmazie.

## Fakultäten
- Kimiidera-Campus (in Wakayama, 34° 11′ 22,9″ N, 135° 10′ 54,5″ OKoordinaten: 34° 11′ 22,9″ N, 135° 10′ 54,5″ O):
  - Fakultät für Medizin
- Mikazura-Campus (in Wakayama, 34° 11′ 43″ N, 135° 11′ 24,6″ O):
  - Fakultät für Gesundheits- und Pflegewissenschaft
- Fukko-Campus (in Wakayama, 34° 13′ 51″ N, 135° 10′ 19″ O):
  - Fakultät für Pharmazie